# 戦車競走

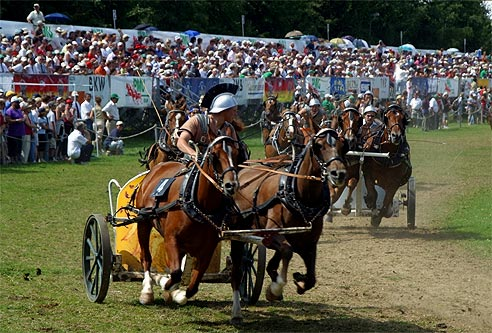
戦車競走の再現（2004年）

戦車競走（せんしゃきょうそう、英語：chariot racing）は、古代ギリシアおよびローマ帝国において人気のあったスポーツの一つである。御者および馬にとって重傷を負ったり死に至ったりすることさえ珍しくない危険な競技であり、現代においてモータースポーツが人々の大きな関心を集めることに類似している。
戦車競走の組織的側面は、ある部分において今日のプロスポーツにも似ている。ローマ時代の戦車競走では、財政支援を行なうグループごとにそれぞれチームがあり、ことに優秀な御者をめぐってはその雇用についての争いもあった。こうしたチームは観客の間に熱烈な支持を集め、異なるチームのファン同士の間で騒動が起こる要因ともなった。
戦車競走が単なるレースにとどまらない、社会全体に影響を与える存在となるにつれ、このようなファン同士のもめごとが政治問題化するようにもなった（例えばニカの乱）。ローマ帝国やのちの東ローマ帝国の皇帝たちがこれらのチームを統制し、彼らを監視する役職をおいたのもそうしたことが理由である。
戦車競走は西欧では西ローマ帝国の滅亡にともなってその重要性を失った一方、東ローマ帝国で存続した。今日の繋駕速歩競走の元となっている。また、ドイツのボードゲームであるアベ・カエサルは、戦車競走を基にして生み出された。

## 初期の戦車競走

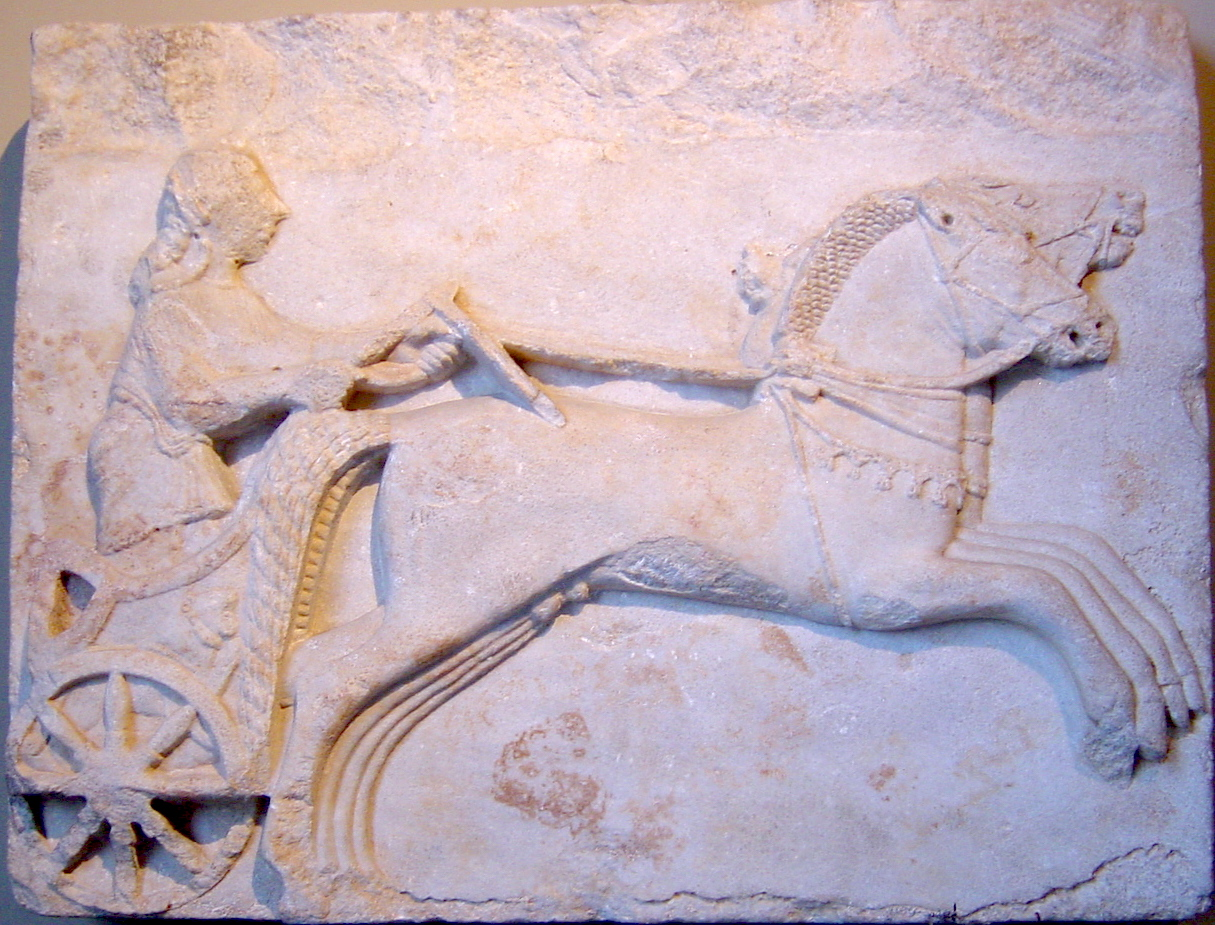
古代ギリシア時代の戦車と御者（イスタンブール考古博物館、紀元前6世紀）

どのようにして戦車競走が始まったかについては正確にはわかっていないが、戦車そのものの発生と同じ時代までさかのぼるとされている。ミケーネ世界でこの競技が存在していたことは、それを描いた陶器によって知られる。

### パトロクロスの葬送競技
他方、文字による記録においてはホメロスの『イリアス』第23歌「パトロクロスの葬送競技」で行なわれた戦車競走に関する記述が最初である。親友パトロクロスの死を悼んだアキレウスが主催したこのレースの参加者はディオメデス、エウメロス、アンティロコス、メネラオス、メリオネスであった。木の切り株を折り返して一往復したこの二頭立ての戦車競走で勝者となったディオメデスは、褒美として女奴隷を1人と大釜を1つを、2着となったアンティロコスには身ごもった牝馬を与えられた。死者を葬る際にこのような競技会を催すことが、特に珍しいことでなかったことは、アンティロコスの老父ネストルが、自分が若き日に出場した同様の競技会について回想し、言及していることからもうかがわれる。

### ペロプスの神話

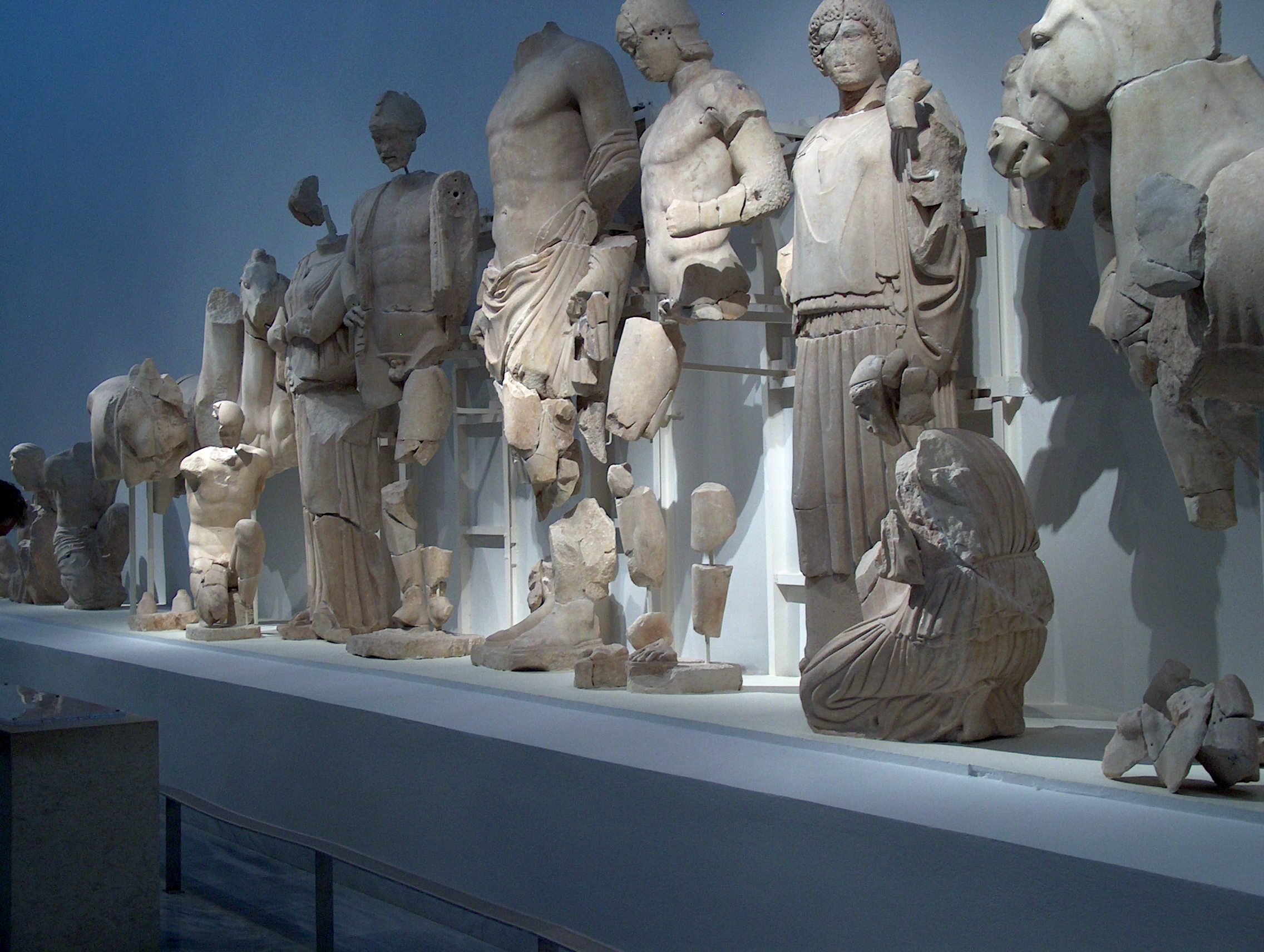
オリンピアのゼウス神殿装飾（オリンピア考古博物館）

戦車競走は古代オリンピックの起源となったとも言われている。伝説によれば、ピサのオイノマオス王は娘のヒッポダメイアの求婚者たちにレースを挑み、敗れた者たちを殺し、その死体をさらしものにした。そこで求婚者の一人であるペロプスは一計を案じ、王の御者のミュルティロスを仲間につけ、王の戦車に細工をさせた。その結果、オイノマオス王はペロプスとの競走に敗れ、命を落とした。ペロプスはこの勝利を記念するために競技会を始めたとされている。
オリンピアにはペロプスの神話にまつわる記念物がいくつも作られていた。ゼウス神殿の東側破風には、大神ゼウスを中心にペロプスやオイノマオス、ヒッポダメイアや馬、御者たちの像が飾られていた。さらに、ゼウス神殿とヘラ神殿の間にはペロピオンと呼ばれる聖域があり、ここにはペロプスが葬られたとされる塚があった。『ギリシア案内記』の著者パウサニアスはこの場所でペロプスの肩甲骨が見つかったと書き残している。大会ではペロピオンにおいて黒いヒツジを生贄に捧げ、ペロプスを弔う儀式もあったとされる。折り返しを示すために立てられた標柱の一つには、ペロプスに勝利の冠を捧げるヒッポダメイアの青銅像も飾られていた。
ペロプスはヒッポダメイアに恋慕していたミュルティロスとの約束を反故にし、彼を騙して崖から海へと突き落とした。利用されたことを知ったミュルティロスは絶命する前にペロプスを呪い、以降、ペロプスの一族は「呪われた家系」と呼ばれることになる。
オリンピアの聖域内にあったオイノマオス王の宮殿の名残とされた柱は、崇拝の対象となっていた。また、折り返しの標柱の一方のそばには「馬脅し」（タラクシッポス）と呼ばれる場所があり、祭壇がおかれていた。その場所に来ると突然馬たちが暴れ出すことからその名がついたものであるが、現在では太陽が目に入る場所だったからと説明されている。当時のオリンピアではこれをオイノマオス王やミュルティロスの亡霊の仕業と考えた人々もいた。このような馬脅しはネメアやイストミアの祭典競技でも見られ、それぞれ異なる亡霊が馬たちに干渉しているものとされた。

### 古代オリンピック

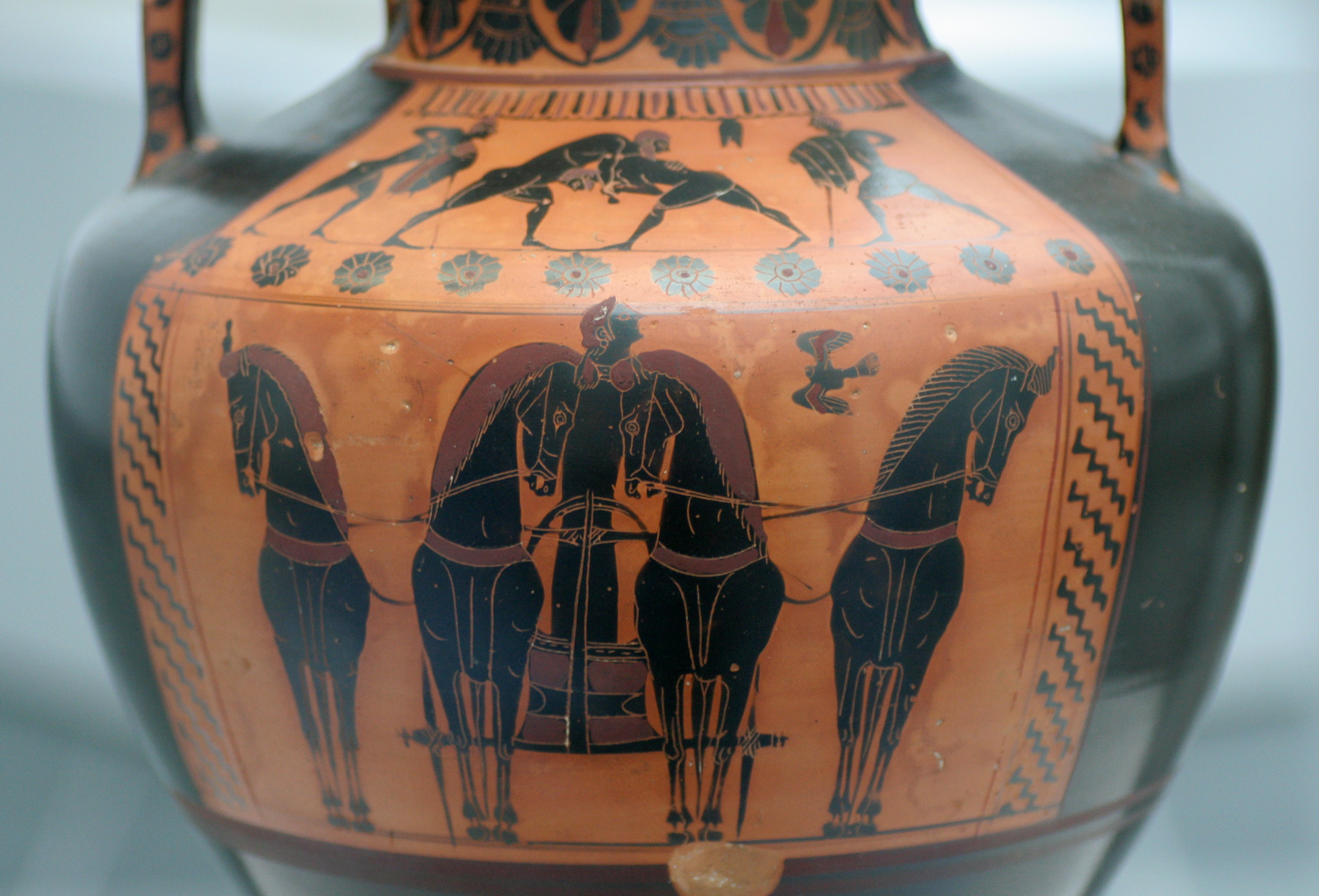
4頭立ての戦車（ミュンヘン古代美術博物館、紀元前540年頃）

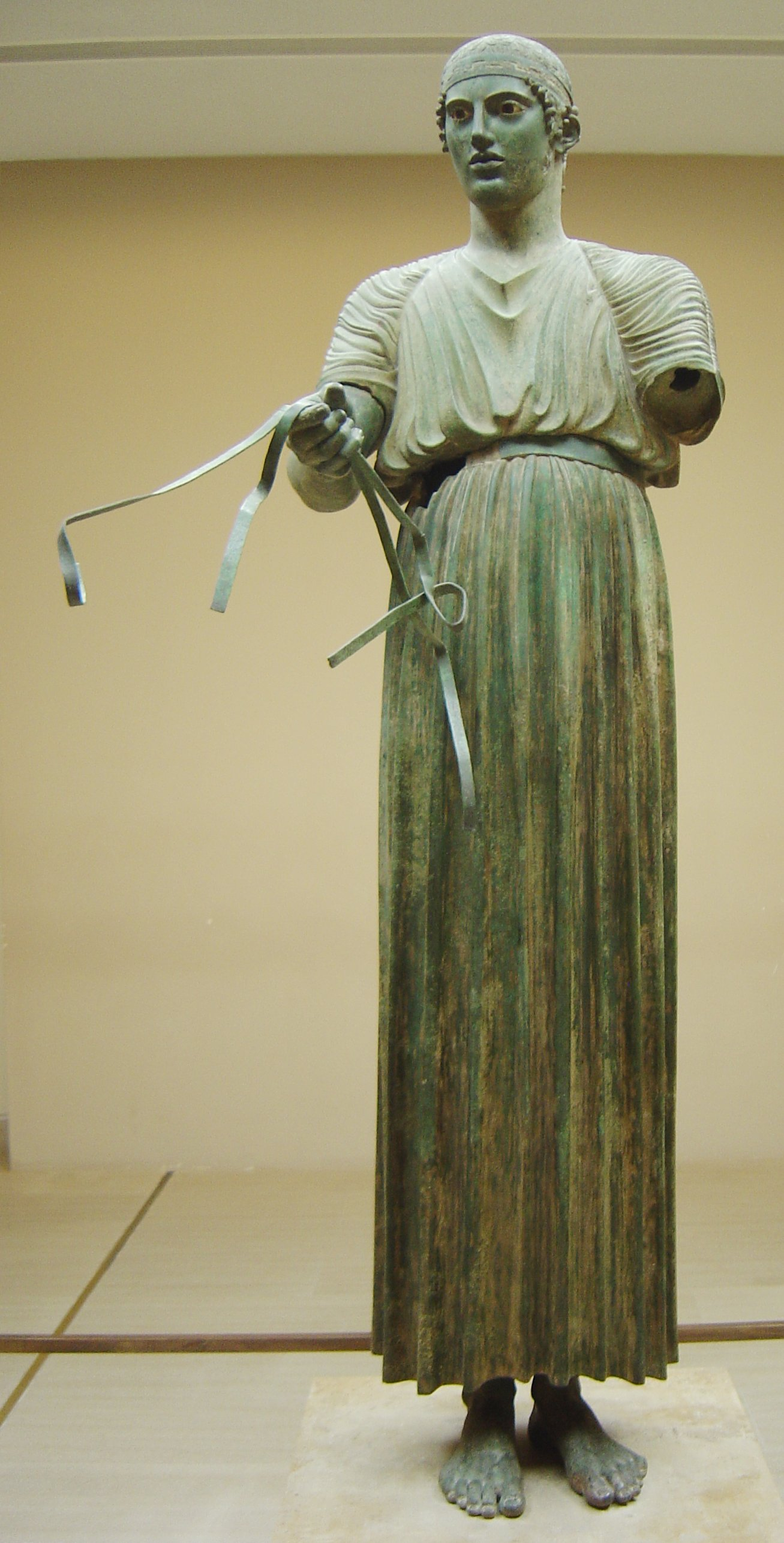
デルポイの御者像（デルポイ考古博物館、紀元前474年）

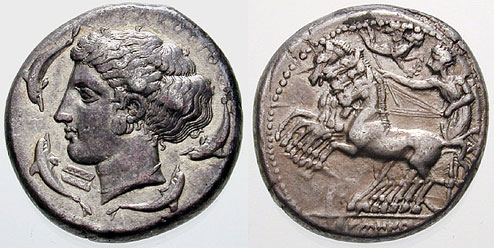
シラクサ出土のコイン（右）：四頭立ての戦車を駆る御者とその頭上を飛ぶ勝利の女神ニケ（紀元前415 - 405年頃）

古代オリンピックをはじめとする汎ギリシア的規模で開催された競技大祭では、4頭立て（テトリッポス）および2頭立て（シノリス）の戦車競走が行なわれた。両者の違いは馬の数だけである。戦車競走が最初に古代オリンピックの競技に加わったのは紀元前680年の25回大会とされている（が、実際にはオリンピックのはじまりのきっかけとなった競技である）。
レースはまず競技場（競馬場、ヒッポドローム）への行列から始められ、伝令はその間、御者と戦車の持ち主（オーナー）の名前を読み上げた。オリンピアの競技場は長さ約600ヤード、幅は約300ヤードあり、同時に60台までの戦車が競技することができた（もっとも実際の競技ではそれよりもずっと少ない数で行なわれた）。競技場は丘の真下、幅の広い川のたもとにあり、おそらく1万人の観衆が収容可能だった。
テトリッポスは両端に急な折り返し点の標柱がある競技場を12周するもので、レースを開始する際に下ろされるスタートゲート（ヒュスプレギス、単数形はヒュスプレクス）をはじめ、さまざまな機械装置が用いられた。パウサニアスによれば、それらの装置は建築家クレオイタスによって発明されたもので、外周にある戦車が内周の戦車よりも先に出走できるように位置をずらした構造となっていた。
レースは、外側の戦車が内側の戦車よりも先にスタートし、おおよそすべての戦車が一列に並ぶ最終ゲートが開いてはじめて実際の開始となった。レースの開始は「鷲」と「イルカ」と呼ばれる装置が高く掲げられることで示され、これらの装置は競技が進むと残りの周回数を示すために降ろされた。これらはおそらくそれぞれの生物をかたどった青銅の彫刻で、スタートラインの標柱に設置されていた。
裸で行なっていた他のオリンピック競技とは異なり、戦車競走の御者たちは衣服をまとっていた。これはおそらく馬や戦車が巻き上げる粉塵や、流血をともなう事故から身を守るためという安全上の理由があったと考えられている。御者たちはキスティスと呼ばれる衣を身に着けていた。これは足首までの長さがあり、ウエストの高い位置に簡素なベルトをするものであった。背中の上部で2本の革紐を交差させることで、レースの間、キスティスが風をはらんでふくらむのを防いでいた。
現代の競馬の騎手と同様に、戦車競走の御者たちには体重の軽い者が選ばれた。しかし同時に背の高さも必要とされたため、しばしば十代の若者が御者となった。
競技に用いられた戦車は、戦闘に用いられる戦車を改造したものである。戦車は基本的に2つの車輪をもつ屋根のない木製のカートで、この時代には既に戦争では用いられなくなっていた。御者は定まった位置にその両足をおいたが、カートにはスプリングがなく直接車軸の上に載っていたため、戦車はガタガタと揺れ、カートに乗る者はその激しい振動に耐えねばならなかった。
少なくとも観客にとって戦車競走の最もエキサイティングな部分は、競技場の両端にあった折り返し点である。パトロクロスの葬送競技において、ネストルは我が子に対し、勝負の鍵は折り返し点においていかに馬を操るかであると説いて、体を左に軽く傾け、外側を走る馬の手綱を緩めながら、内側の馬には折り返しの標柱ぎりぎりを走らせるよう指示している。これらの折り返しは非常に危険で、ソポクレスの悲劇『エレクトラ』で描写されているように、馬が暴れて玉突き衝突が起きたり、手綱さばきを誤って標柱にぶつかったりする事故が発生、しばしば命にかかわるほどであった。折り返し点より前で競走相手に転覆させられていない場合でも、このような事故に巻き込まれる可能性はあった。故意に競走相手に向かって衝突を仕掛けることはルール違反であったが、起きてしまってからはどうすることもできなかった（パトロクロスの葬送競技において、アンティロコスはまさにこのやり方でメネラオスの戦車を壊した）し、偶発的にもこのような事故は起こりえた。
戦車競走はスタディオン走ほど高い評価を受けるスポーツではなかったが、例えば非常に早い時期に五輪競技から外れた競馬のようなそれ以外の馬術競技と比べると、より重要なものとして位置づけられていた。
ミケーネ時代には御者とオーナーは同じ人物であり、それゆえに優勝した御者自身が賞を受けた。しかしながら、汎ギリシア競技会の時代までには、大抵のオーナーは奴隷に実際の戦車の制御をさせるようになり、御者ではなくオーナーが優勝賞品を受け取るようになっていた。
キュレネの王アルケシラオスは彼の奴隷だった御者がそのレースで唯一ゴールしたことにより、紀元前462年のピューティア大祭の戦車競走に優勝した。ペロポネソス戦争中の紀元前416年、アテナイの将軍アルキビアデスは7台の戦車をレースに出走させ、1位と2位、4位となった。彼自身が7台すべての戦車に乗るのは明らかに不可能である。マケドニア王国のピリッポス2世も彼がバルバロイではないことを証明するためにオリンピックの戦車競走に優勝した。もっとも、もし彼が自ら戦車の御者となっていれば蛮族よりも下の身分の者と見なされたであろう。しかしながら、詩人ピンダロスは自ら戦車を駆ったヘロドトスの勇気を讃えている。なお、ピリッポス2世は自らのオリンピアにおける戦車競走優勝を記念して金貨や銀貨を鋳造させた。これらはフィリッペイオイと呼ばれ、戦車と御者を描いた図案は広くヘレニズム世界に普及した。
戦車のオーナーを勝者とするこのルールは、競技会に参加したり、競技を観戦したりすることすらできなかったという事実にもかかわらず、女性がレースに勝利することが技術的に可能であることも意味していた。これはまれに起きたことであるが、最もよく知られた例はスパルタの王アルキダモス2世の娘、キュニスカであり、彼女は戦車競走で2度勝利している。
戦車競走はギリシア人にとって競技会においてその富を誇示する場であり、非常に金のかかるものであった。リュクルゴスは都市に壁や神殿を建設するほどにはこのスポーツは有益なものでないと批判している。アリストパネスはその戯曲『雲』の中で、戦車競走に夢中になり家の金を浪費する貴族趣味の息子に頭を悩ませる父親の姿を描いている。
戦車競走はギリシア世界における他の競技会でも行なわれ、アテナイで開催されたパンアテナイア競技会においては最も重要な競技であった。これらの競技会では4頭立ての戦車競走の優勝者にはオリーブ油が140アンフォラ与えられた。これは非常に高価な賞品であり、競技者がその競技人生で用い切れないほどの量なのでその大半は他の競技者に売られたものと考えられる。
パンアテナイア競技会にはアポボタイもしくはアナボタイの名で知られる異なる形式の戦車競走が存在した。これは御者が戦車から飛び降りて一定の距離を戦車と並んで走るというもの（アナボタイ）、そこからさらに再び戦車に飛び乗るというもの（アポボタイ）である。これらのレースでは御者が飛び降りて走る間、手綱を握るもう一人の御者がいたが、もちろん、そのいずれの御者も勝者とは見なされない。御者が戦車に乗っていようがいまいが最初にゴールした戦車が優勝となり、また事故にあった場合でも御者が自ら歩くことができるならば、徒歩でゴールラインに達した場合も勝利と見なされた。
戦車競走の他にも紀元前648年には騎乗馬競走、その後も仔馬による競走などの馬が関わる競技が追加されていたが、やはり人気を集めていたのは4頭立ての戦車競走であった。

## ローマ期の戦車競走

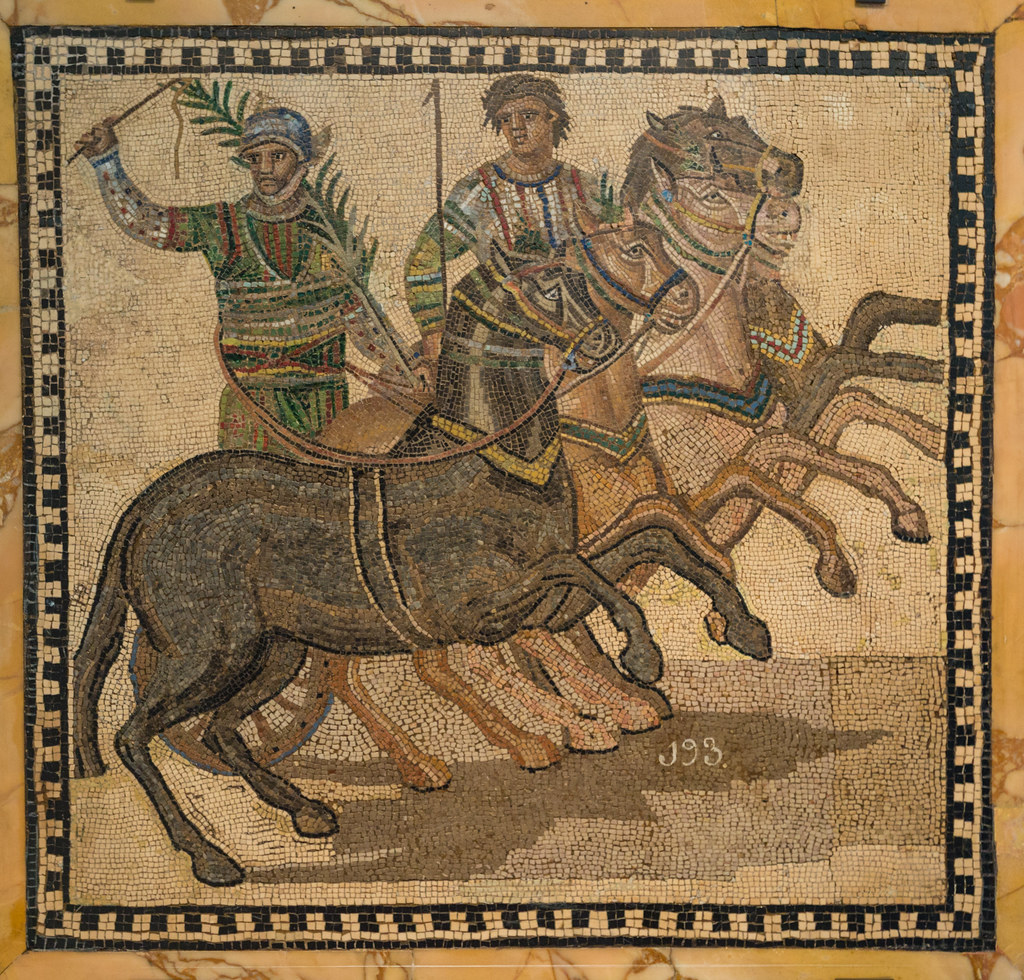
戦車競走の勝利者

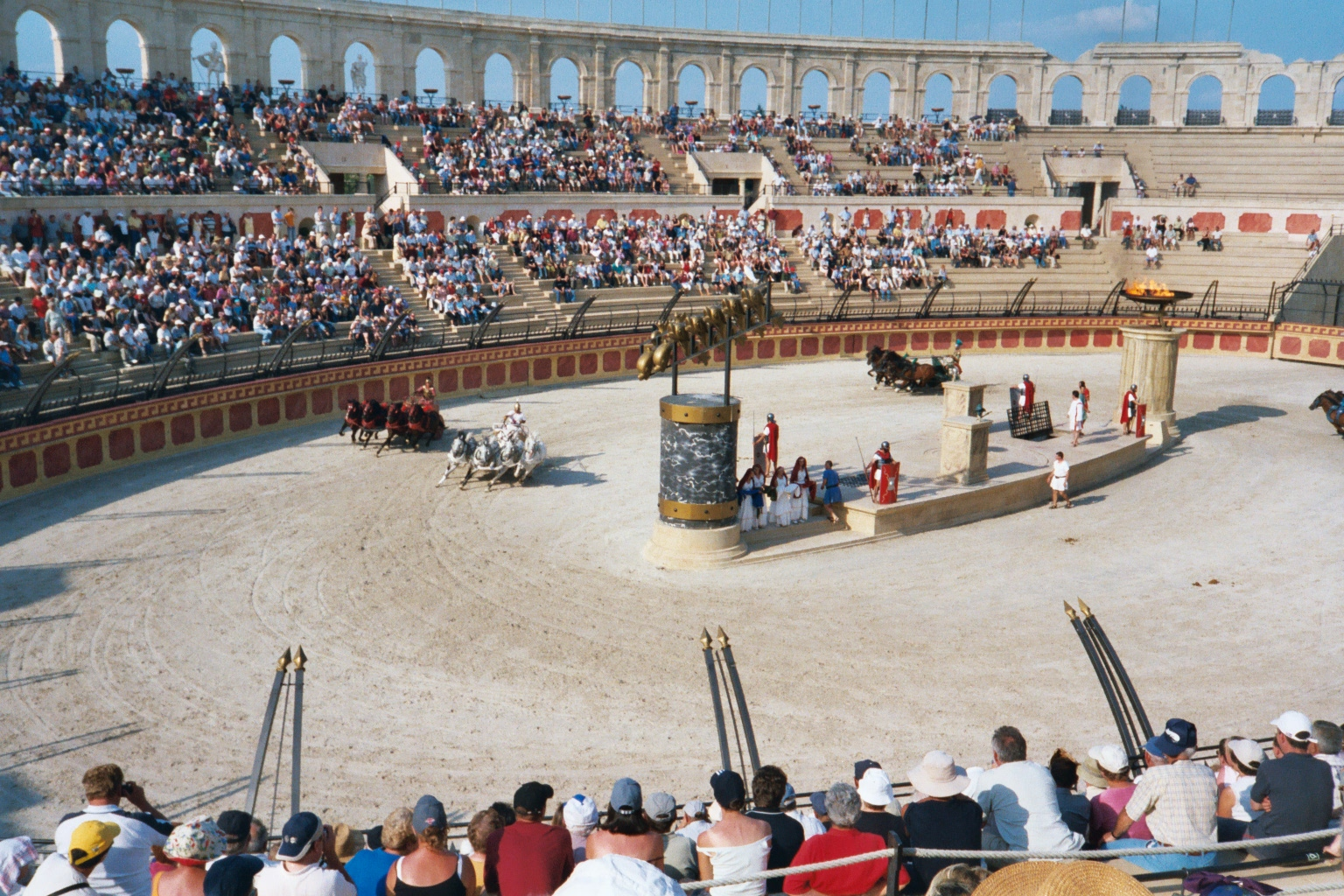
戦車競走の再現（2007年）
中央に分離帯（スピナ）がある

ローマ人たちに戦車競走を伝えたのは、おそらくギリシア人を通してこのスポーツを知ったエトルリア人たちであるが、紀元前146年にローマ帝国がギリシア本土を征服すると、ギリシア人から直接に影響を受けた。
ローマの伝説によれば、戦車競走はロムルスが紀元前753年にローマを創建した際、サビニ人たちの注意を逸らすために用いられた。サビニの男たちが戦車競走のスペクタクルに興じている間にロムルスとその部下たちはサビニの女たちを捕まえ、連れ去ったのである。この出来事は「サビニの女たちの略奪」としてより一般に知られている。
「パンとサーカス」のフレーズに代表されるように、民衆の娯楽の中心として戦車競走は親しまれた。
古代ローマにおける戦車競走の中心となったのはパランティーノの丘とアヴェンティーノの丘の間の谷にあった大競技場（キルクス・マクシムス）で、25万人が収容できた。競技場はエトルリア時代にまでおそらくさかのぼることができるが、紀元前50年ごろ、ユリウス・カエサルによって縦約621メートル、横約118メートルの規模に再建された。トラックの一方の端はもう一方よりも幅が広くなっており、何台もの戦車がレースのために並ぶことができるようになっていた。
ローマ人はギリシア人のヒュスプレクスにあたるものとしてカルケレスとして知られるゲートを用いた。それらはヒュスプレクス同様にスタート位置をずらしたものとなっていたが、ローマ期のレーストラックにはトラックの中央に分離帯（スピナ）があった。カルケレスはトラックの端に角度をつけて設置され、戦車はばねを仕込んだゲートに入った。戦車の準備が整うと、皇帝（ローマで開催された競技会でない場合は皇帝以外のホスト役の人物）がマッパと呼ばれた布を落とし、レースの開始を知らせた。ゲートはばねの力で開き、すべての出場者を全く公平にスタートさせた。
レースが一旦始まれば、戦車は互いの前に進み、競走相手の車をスピナエ（スピナの単数形）に衝突させようと試みることができた。ただし、映画『ベン・ハー』で描かれたような、車軸に取り付けられた刃物が敵の戦車を破壊する「ギリシアの車輪」は実在しなかった。
スピナエには「卵」と呼ばれるギリシア時代の「イルカ」のような装置があり、スピナエの上部に沿って作られた走路に落ちて、残りの周回数を示した。時代が下がるにつれ、スピナは彫像やオベリスク、その他芸術的な方法によって装飾がほどこされ、非常に精巧に作られるようになった。これによって観衆はスピナの向こう側を走る戦車を見ることが難しくなったが、当時の人々はこれがより観戦の興奮を盛り上げるものと考えていたようである。スピナのそれぞれの端には折り返し点を示す標柱（メタエ、メタの単数形）があり、ギリシア時代のときと同様、観衆の目を奪う衝突はこの場所で見ることができた。戦車が壊れ、御者や馬が行動不能になる衝突はナウフラギアと呼ばれ、これはラテン語で「難破」を意味した。御者は、相手の馬を鞭打つことで馬の集中力をそらし「難破」に導くことは認められていたが、相手の御者を鞭で打つことは禁じられていた。
戦車のスピードは直線部分では70km/hにも達したため、車輪の軸の発熱を冷ますため走路の脇から水を掛けて冷やすこともあった。メタエの折り返しカーブに差し掛かる部分では速度は落ちるが、それでも30km/hから40km/h程度の速度は出ていたものと考えられる。
レースそのものはギリシア時代のものとほとんど変わらなかったが、ローマ時代には毎日、何十ものレースが、時には年に何百日も連続して行なわれていた。しかしながら走行距離はギリシアの12周から7周へ、のちには1日あたりのレース数を増やせるよう5周までとなっていた。さらにローマ式の戦車競走はより金権的であり、御者はその仕事を専門とする者たちで、賭け事も観衆の間で幅広く行なわれていた。
4頭立ての戦車を用いるクワドリガエと2頭立てのビガエがあり、クワドリガエのほうがより重要であった。まれに御者が自らの技術を誇示するために10頭立ての戦車を用いることもあったが、実用的というには程遠かった。
ギリシア人とは異なり、ローマ期の戦車競走の御者たちは、ヘルメットや頭部を保護するものをかぶり、ギリシア人が手綱を両手に持っていたのに対して、ウエストに手綱を巻きつけていた。このためローマ人は戦車が横転し御者台から放り出された際、命を落としたり、自ら脱出に成功したりするまで、手綱に絡まったまま競技場内を引きずられることがあった。このような状況に備えて彼らは自ら手綱を切るためのナイフを携えていた。
いくつかの部分で不正確なところはあるものの、この時代の戦車競走の最も有名かつ最良の再現は映画『ベン・ハー』に見ることができる。ただし、多くのハリウッド映画に登場する二輪戦車はあまりにも大きく重すぎるため、将軍の凱旋行進には最適であるが、実際の戦車競走ではもっと軽く車輪も小さく、重心が低い車体が使われていたと考えられる。このようなレース用の車体は耐久年数も短く、おそらく競技後に分解されるか壊されてしまったと考えられるため、現代まで残っているものは無い。映画等で参考にされているものは、おそらくエトルリア人の墓などから発掘された凱旋行進用ものだと推察される。
もう1つの重要な違いは、戦車の御者（アウリガエ）たち自身が、ギリシア時代同様、その多くの者が奴隷であったにもかかわらず、競走の勝者と見なされた点である。彼らは月桂冠とおそらくいくらかの賞金を獲得し、十分な数の勝利を得れば自由民としての身分を買うことができた。御者たちの平均寿命は長くなかったため、彼らは、生き残っていることそれだけで全帝国規模での有名人となることができた。このような著名な御者の1人にスコルプスがいる。彼は27歳でメタ（標柱）に激突して死ぬまで2,000以上のレースに勝利した。馬もまた有名になったが、こちらもその寿命は短かった。ローマの人々は著名な馬の名前や品種、血統を詳細に記録している。
また、1127回の勝利を収めたカルプルニアーヌスや、1462回の勝利を収め3度に1度は勝ったと伝えられているガイウス・アップレーイウス・ディオクレースも有名である。カルプルニアーヌスは100万セステルティウス以上の、ガイウスは3600万セステルティウス以上の賞金を稼いだと考えられている。
共和政ローマにおいてそうであったような、政治的もしくは軍事的なかかわりを帝政ローマにおいて持たなかった貧しい人々は、無料で競技場に入場することができた。富裕層は場内がよりよく見え、屋根のついた座席を買うことができ、レース結果について賭け事をしてほとんどの時間を過ごしていたと考えられる。皇帝の宮殿は競技場のそばにあり、しばしば皇帝も観戦に訪れた。これは一般の人々にとって彼らの指導者を目にする数少ない機会の一つであった。特にユリウス・カエサルは人々が自分のことを見ることができるようにしばしばレース観戦を行なった。もっとも、彼自身はレース自体にあまり関心がなかったらしく、大抵、読むものを手に競技場へやってきた。劇場へ赴く際にも書類仕事を持ってきていたので、そのためにあまり好意的には受け取られなかった。
ネロはほとんど他のすべてを除いて戦車競走に関心をもっていた。彼は自ら御者となり、ローマ時代当時まだ開催されていたオリンピックの戦車競走で優勝した。ネロのもとで主要なレーシングの党派の発展が始まった。4つの最も重要な党派は赤チーム、青チーム、緑チーム、そして白チームであった。それらはまず競走馬を生産するさまざまな厩舎の関係者や後援者たちとしておそらく成立したが、それに対してネロ帝はこれらが彼の支配をほぼ超えて発展できるように助成を行なった。
おのおののチームは1レースあたり3台までの戦車をもつことができた。同じチームの構成員同士はしばしば互いに協力して、例えばスピナ（中央分離帯）に向けて相手チームが衝突するように仕向ける（これはルール上認められており、推奨された戦術であった）などして、他のチームに相対した。御者は今日、スポーツ選手が異なるチームにトレードされるのと同様、所属チームを変更することができた。
テルトゥリアヌスは、当初たった2つの党派、冬を祭る白チームと夏に捧げられた赤チームしかなかった、という説に異を唱え、3世紀初頭頃、彼は赤チームは軍神マルスに、白チームは西風の神ゼフィロスに、緑チームは母なる大地もしくは春に、青チームは空と海もしくは秋に献じられていると書いている（『見世物について』9章5節）。ドミティアヌスは紫チームと金チームの2つの党派を作ったが、すぐにそれらは消滅した。3世紀までには青チームと緑チームのみが重要性をもつようになっていた。
ローマ帝国領内には多くの戦車競技場（キルクス）が存在した。ローマ郊外にもマクセンティウスの競技場のように主要な競技場があった。アレキサンドリアやアンティオキアにもあり、ユダヤではヘロデ大王が4つの戦車競技場を建造した。

## 東ローマ期の戦車競走

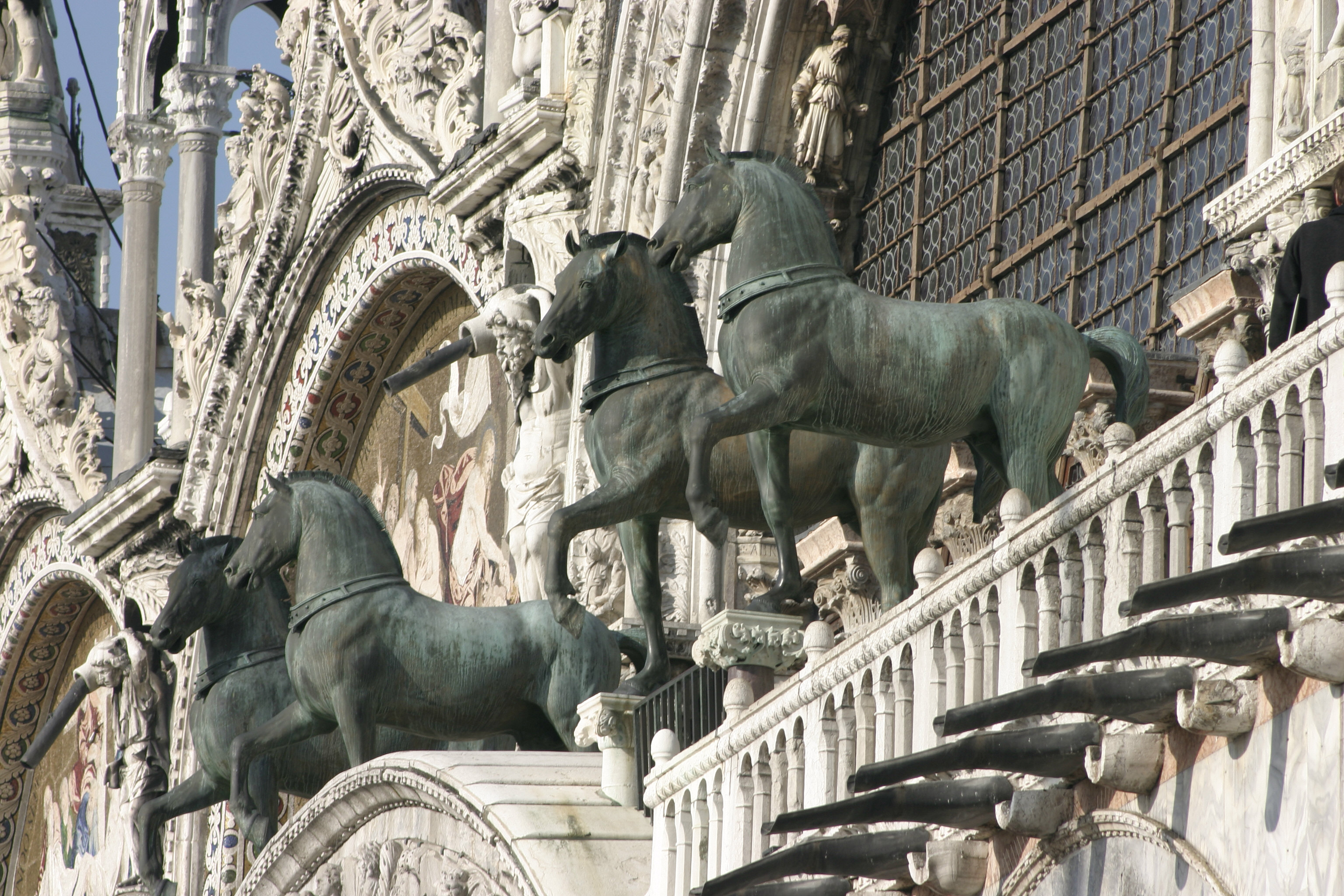
ヴェネツィア、サン・マルコ寺院の像

330年、コンスタンティヌス1世は新しい首都コンスタンティノープルの開都と同時に戦車競技場（キルクス）を開場した。ローマ人ほどには多くの記録や統計をビザンツ人は残していないが、東ローマ帝国はローマ世界のパンとサーカスの伝統を受け継ぎ、戦車競走は祝日や皇帝の誕生日など帝都の祝祭に欠かすことのできない興行として市民の人気を集めた。競技場には御者の像が建てられ、肖像入りのメダルやカメオも作られた。
コンスタンティヌス大帝は異教崇拝の残滓と見なしていた剣闘士競技よりも戦車競走のほうを好んだ。敬虔なキリスト教徒であったテオドシウス1世によって、異教を排しキリスト教を推進する動きの中、オリンピックは394年に遂にその歴史を終えたが、戦車競走の人気は衰えなかった。コンスタンティノープルの競技場（かつてのギリシアの競技場のように屋根のないものではなくまさしくローマ風のもの）は、皇帝の宮殿と聖ソフィア大聖堂とつながっており、観客はローマでそうであったように皇帝の姿を見ることができた。
ローマ帝国において戦車競走が賄賂やその他の不正の温床となったことを示す証拠があまり見られなかったのに対し、東ローマ帝国においてはより不正が多かったと考えられている。ユスティニアヌス1世が改革を行なった法律は御者に対し自らの競走相手に向かって悪態をつくことを禁じているが、さもなければ無意識の不正や賄賂などがあったようには思われない。チームカラーの服を着るというのはビザンツ期の衣服における重要な側面となった。
東ローマ帝国における戦車競走はローマ風のレーシングクラブも持っていたが、この時代においては青チームと緑チームのみが重要であった。5世紀において最も有名な御者の1人であるポルフィリウスは青チームと緑チームの両方に、別々の時期に属していた。
しかしながら、それらは今や、軍事的、政治的、神学的な問題における影響力をもつ、単なるスポーツチームとして以上の存在となっていた。例えば、保守的な青チームは両性説をとる正教会を信仰し、しばしば皇帝に支持された。これに対し革新的な緑チームは単性説に与していた。またストリートギャングのようなものとしても発展し、強盗や殺人の原因ともなった。このような集団による暴動はネロの治世にまでさかのぼるが、5世紀および6世紀にかけてのこの時代においてその絶頂に達したのはユスティニアヌス帝政期の532年、ニカの乱であり、この事件の発端はこれらのチームの構成員が殺人罪で逮捕されたことによる。
戦車競走はこの事件を境に退潮を始めるが、この頃までにレーシングチームや皇帝にとってすら非常に金のかかるスポーツとなっていた。9世紀までに白チームは青チームに、赤チームは緑チームに吸収された。この吸収によってできた2つのチームは地域的な民兵組織を形成し、帝国の巨大なヒエラルキーに組み込まれることとなった。
東ローマ帝国がイスラム帝国の侵攻を受けて領土を縮小させていった7世紀以降はレースの開催数が減っていき、皇帝の誕生日や5月11日のコンスタンティノープル開都記念日などに開かれるのみとなったが、コンスタンティノープルの競技場は1204年に第4回十字軍による略奪を受けるまで、代々の皇帝たちにとっての聖域であり続けた。この略奪の際、十字軍は聖マルコの馬として知られる像を競技場の建物から取り外した。これら4体の青銅像はもともとコンスタンティヌス大帝によって建造された4頭立ての戦車を模した記念建造物の一部であった。これらは現存し、現在はイタリア、ヴェネツィアのサン・マルコ寺院におかれている。

## その他
1920年代から30年代にかけて、欧米でモーターサイクル・チャリオット・レースという競技がしばしば行われた。これは、戦車競走と類似したレースを馬の代わりにオートバイを用いて行うものであった。

### 英語版
- Boren, Henry C. Roman Society. Lexington: D.C. Heath and Company, 1992. ISBN 0-669-17801-2
- Finley, M. I. The Olympic Games: The First Thousand Years. New York: Viking Press, 1976. ISBN 0-670-52406-9
- Harris, H. A. Sport in Ancient Greece and Rome. Ithaca: Cornell University Press, 1972. ISBN 0-8014-0718-4
- Homer. The Iliad（trans. by E. V. Rieu）. London: Penguin Classics, 2003. ISBN 0-14-044794-6
- Humphrey, John, Roman Circuses: Arenas for Chariot Racing. Berkeley: University of California Press, 1986. ISBN 0-520-04921-7
- Jackson, Ralph. Gladiators and Caesars: The Power of Spectacle in Ancient Rome. Berkeley: University of California Press, 2000. ISBN 0-520-22798-0
- Treadgold, Warren T. A History of the Byzantine State and Society. Stanford: Stanford University Press, 1997. ISBN 0-8047-2630-2
- Steven Runciman, Byzantine Style and Civilization, Penguin, 1975.